# Gudrun Arnitz
Gudrun Arnitz (Schörfling am Attersee, 27 ottobre 1966) è un'ex sciatrice alpina austriaca.

## Biografia
Specialista delle prove veloci originaria di Schörfling am Attersee, la Arnitz nella stagione 1983-1984 in Coppa Europa vinse la classifica di discesa libera; nella stessa stagione esordì in Coppa del Mondo, dove gareggiò fino alla stagione 1986-1987 senza ottenere piazzamenti di rilievo. Non prese parte a rassegne olimpiche o iridate.

## Palmarès

### Coppa Europa
- Miglior piazzamento in classifica generale: 6ª nel 1984[senza fonte]
- Vincitrice della classifica di discesa libera nel 1984[1]
- 3 podi:
  -  2 vittorie
  -  1 terzo posto[senza fonte]

#### Coppa Europa - vittorie
| Stagione  | Località            | Paese   | Specialità |
| --------- | ------------------- | ------- | ---------- |
| 1983-1984 | Puy-Saint-Vincent   | Francia | DH         |
| 1983-1984 | Spital am Semmering | Austria | DH         |

Legenda:

DH = discesa libera